# Don Young
Edwin Donald "Don" Young mais conhecido como Don Young (Meridian, 9 de junho de 1933 – Seattle, 18 de março de 2022) foi um político norte-americano membro do Partido Republicano e membro da Câmara dos Representantes dos Estados Unidos de 1973 até 2022, representando o distrito geral do Alasca.
Young é o sétimo representante com mais tempo de mandato dos Estados Unidos, apenas os representantes John Dingell (D-MI), John Conyers (D-MI), Charles B. Rangel (D-NY), Bill Young (R-FL) e o representante Pete Stark (D-CA) tem mais tempo de mandato.

## Biografia
Young nasceu em Meridian, na Califórnia, estudou na escola Yuba College e na Chico State College, serviu no Exército dos Estados Unidos entre 1955-1957.
Young se mudou para o Alasca em 1959, pouco tempo depois de se tornar um estado, estabeleceu em Fort Yukon, uma pequena cidade de 500 habitantes localizada perto do rio Yukon, a sete milhas (11 km) do Círculo Polar Ártico, na região central do Alasca.

## Carreira política
Young começou sua carreira política em 1964 quando foi eleito prefeito de Fort Yukon. Depois de apenas um mandato como prefeito, entre 1967 a 1971 foi membro da Câmara dos Deputados do Alasca, entre 1971 a 1973 foi membro do Senado no Alasca.
Young foi representante do Alasca desde 1973, foi eleito em 1973 em uma eleição especial com 51% dos votos, sendo reeleito em 1974, 1976, 1978, 1980, 1982, 1984, 1986, 1988, 1990, 1992, 1994, 1996, 1998, 2000, 2002, 2004, 2006, 2008 e 2010.

## Morte
Young morreu em 18 de março de 2022, aos 88 anos de idade.